# 小島進
小島 進（こじま すすむ、1960年（昭和35年）10月3日 - ）は、日本の政治家。埼玉県深谷市長（4期）。埼玉県議会議員（1期）、深谷市議会議員（3期）を務めた。

## 経歴
埼玉県深谷市生まれ。深谷市立深谷小学校、深谷市立深谷中学校、埼玉県立本庄高等学校卒業。高校卒業後、神田屋商店に入社。
1996年、深谷市議会議員選挙に出馬し、初当選を果たした。以後3期連続で当選し、市議会福祉文教委員長や市議会議長を務める。2007年、市議を3期目の任期途中で辞職。民主党から埼玉県議会議員選挙に出馬し、当選した。
2010年、県議を任期途中で辞職。民主党、みんなの党、連合埼玉の推薦を受け、深谷市長選挙に出馬。現職の新井家光を破り、初当選した。2月12日、市長就任。
2014年、再選。
2018年、3選。
2022年、無投票で4選。

## 人物
家族は妻、2男1女。